# 綠學院
綠學院（英語：Green Impact Academy），公司註冊名稱為三生萬物有限公司，2014年成立於台灣台北市，涉及的產業包括太陽能、風力發電、電網儲能電力市場交易、電動車、碳足跡、循環經濟、可再生資源、綠建築、農業科技。

## 事紀
- 2014年，創辦人楊雅雲（1979年—）於台灣台北成立綠學院。
- 2016年，與信義房屋共同合辦發布會，主題為「信義學堂企業倫理專題—啟動下一個世代的經濟及就業引擎」[10]。
- 2017年，與信義房屋共同合辦發布會，主題為「信義學堂企業倫理專題—綠色趨勢進行式、綠色創業大時代、綠色投資新潮流」。
- 2017年，綠學院與公視合作，於獨立特派員節目第509集共同發表《前瞻的代價-汪洋中的未來》[11]。
- 2018年，綠學院與公視及CNEX合作，於獨立特派員第555集共同發表《不塑之道》[12]。
- 2020年，參與台電AFC標案備標。[13]
- 2021年，台電月刊專訪綠學院創辦人《能源轉型築夢踏實 電力交易平台幫綠電「轉大人」》[14]
- 2021年，刊登於經濟部中小企業處社創月報8月份。[15]
- 2022年，與BSI英國標準協會、國立臺灣師範大學環境教育研究所共同合辦「企業碳中和管理及建置PAS 2060證照班」[16]。
- 2024年，與台灣區電機電子工業同業公會儲能聯盟共同合辦「儲能與新能源布局策略：專家實務工作坊」[17]。

## 社會影響
- 推動綠色永續概念：關鍵評論網媒集團（INSIDE）邀請綠學院創辦人受訪，透過類似Podcast的方式談論中小企業的綠色轉型之路[18]。綠學院於2018年左右開始和INSIDE合作，協助撰寫「綠色產業發展論」[19]專欄。
- 公家機關訓練教材：「綠色帶路人心底話」專欄觀點成為台電電力交易平台專業人員資格測驗「電力交易市場概述[3]」教材。
- 證照合作：與BSI英國標準協會、國立臺灣師範大學環境教育研究所共同合辦「企業碳中和管理及建置PAS 2060證照班」。
- 綠色永續書籍：與綠色產業領域人士共同編寫《綠領建築師教你設計好房子》一書[20]，由野人文化出版，同時內容收錄於臺灣環境資訊協會中的環境資訊中心環境書摘[21]。